# Свистун гологорлий
Свистун гологорлий (Pachycephala nudigula) — вид горобцеподібних птахів родини свистунових (Pachycephalidae). Ендемік Індонезії.

## Підвиди
Виділяють два підвиди:
- P. n. ilsa Rensch, 1928 — острів Сумбава;
- P. n. nudigula Hartert, E, 1897 — острів Флорес.

## Поширення і екологія
Горлогорлі свистуни мешкають на островах Сумбава і Флорес. Вони живуть в сухих тропічних лісах, у вологих гірських і рівнинних тропічних лісах.